# Лоретанки
Лорета́нки (лат. Congregatio Sororum Beatae Mariae Lauretanae, пол.  Siostry Loretanki, Zgromadzenie Sióstr Matki Bożej Loretańskiej, CSL) — женская монашеская конгрегация, основанная блаженным Игнатием Клопотовским.

## История
Монашеская конгрегация «Сёстры Пресвятой Девы Марии Лоретанской» была основана в Варшаве 31 июля 1920 года блаженным Игнатием Клопотовским. Своё название сёстры взяли от основанного Игнатием Клоптовским паломнического центра под названием Лоретто, посвящённого Пресвятой Деве Марии (сегодня — Мазовецкое воеводство). Первые монахини конгрегации занимались воспитательной деятельность в двух варшавских детских домах и работали в типографии, принадлежавшей Игнатию Клопотовскому. В 1940 году был написан устав конгрегации на основе правила святого Бенедикта, который был утверждён 7 апреля 1949 года кардиналом Стефаном Вышинским. 3 июня 1953 года в устав конгрегации были внесены некоторые изменения.
24 мая 1971 года Святой Престол одобрил декретом «Decretum laudis» деятельность конгрегации Сестёр Пресвятой Девы Марии Лоретанской.
19 июня 2005 года Римский папа Иоанн Павел II причислил основателя конгрегации с к лику блаженных.

## В настоящее время
В настоящее время Сёстры Пресвятой Девы Марии занимаются воспитательной деятельностью среди детей и молодёжи, уходом за больными, различной деятельностью в католических приходах. Особенностью лоретанок является записанная в их уставе типографская деятельность и распространение религиозной литературы.
Генеральный монашеский дом конгрегации находится в Варшаве. Монашеские общины конгрегации действуют в Польше, Италии, Румынии, США, Украине и России (в церкви святых Симона и Фаддея в Сочи).
На 31 декабря 2008 года в конгрегации было 221 сестёр в 22 монашеских общинах.

## Источник
- Annuario Pontificio, Libreria Editrice Vaticana, Città del Vaticano 2003, стр. 1473, ISBN 978-88-209-8355-0.
- Guerrino Pelliccia e Giancarlo Rocca (curr.), Dizionario degli istituti di perfezione (10 voll.), Edizioni paoline, Milano 1974—2003.